# Carl F. Andersen
Carl Ferdinand Andersen (født 24. december 1846 i København, død 27. november 1913 sammesteds) var genremaler og tegneinspektør.
Han er søn af stolemagermester Jørgen Christoffer Andersen og Lovise Frederikke født Jurtzick. 14 år gammel kom han ind på Kunstakademiets skoler og bestod i 1870 afgangsprøven som maler. Fra 1871 har han hyppig på Charlottenborg udstillet genrebilleder og portrætter. Han kastede sig imidlertid mere og mere over lærervirksomhed, og fra 1873-82 underviste han i Akademiets perspektivklasse, fra 1874 ved Det tekniske Selskabs Skole, fra 1880 ved de af Kultusministeriet oprettede "Kursus for Lærere" og fra 1881 ved Søværnets Underofficersskole. I 1882 ansattes han som fungerende tegneinspektør ved de offentlige skoler og fik i 1887 fast ansættelse.
Ved udarbejdelse af en ny plan for tegneundervisningen i de nævnte skoler har han indført en ny undervisningsmåde: ved rationel metode tilstræbes der at gøre undervisningen på dette område til et betydningsfuldt led i den almene opdragelse, i det der gennem børneskolens tegneundervisning lægges grunden til en selvstændig iagttagelse og opfattelse af formverdenen. Metoden har senere fundet indgang ved adskillige af landets skoler. Gennem artikler i Vor Ungdom 1883, 84 og 85 samt i Berlingske Tidende 1885 (nr. 193) har han forfægtet sin plan. Han har samlet og udgivet forskellige læremidler til brug ved tegneundervisning, og på Danmarks Lærerforenings 3. almindelige skolemøde 1886 blev disse belønnet med hædersdiplom. Med Indenrigsministeriets bemyndigelse har Det tekniske Selskabs bestyrelse 1883 overdraget ham at foretage inspektionsrejser til de danske provinsbyers tekniske skoler.
Andersen var desuden leder af Statens Tegnelærerkursus, censor ved skolelærereksamen, formand i bestyrelsen for Tegne- og Kunstindustriskolen for Kvinder og Ridder af Dannebrog.